# اچ‌ام‌اس اورستس (۱۸۰۵)
اچ‌ام‌اس اورستس (۱۸۰۵) (به انگلیسی: HMS Orestes (1805)) یک کشتی بود که طول آن ۹۳ فوت ۰ اینچ (۲۸٫۳ متر) بود. این کشتی در سال ۱۸۰۵ ساخته شد.